# Denkmalgeschützte Objekte in St. Pölten
In der Statutarstadt St. Pölten bestehen 191 denkmalgeschützte Objekte. Die unten angeführte Liste führt zu den Listen der einzelnen Stadtteile und gibt die Anzahl der Objekte an.
| Liste der Stadtteile | darin liegende KGs | Objektanzahl |
| -------------------- | --- | ------------ |
| Harland              | Altmannsdorf, Harland, Windpassing                                                                                                   | 3            |
| Ochsenburg           | Dörfl bei Ochsenburg, Ochsenburg | 6            |
| Pottenbrunn          | Pengersdorf, Pottenbrunn, Wasserburg, Zwerndorf                                                                                      | 14           |
| Radlberg             | Oberradlberg, Unterradlberg | 4            |
| Ratzersdorf          | Ratzersdorf an der Traisen | 4            |
| Spratzern            | Matzersdorf, Pummersdorf, Schwadorf, Spratzern, Völtendorf                                                                           | 11           |
| Stattersdorf         | Stattersdorf | 2            |
| St. Georgen          | Eggendorf, Ganzendorf, Hart, Kreisberg, Mühlgang, Reitzersdorf, Steinfeld, St. Georgen am Steinfelde, Wetzersdorf, Wolfenberg, Wörth | 4            |
| St. Pölten           | Hafing, Nadelbach, St. Pölten, Teufelhof, Waitzendorf, Witzendorf                                                                    | 131          |
| Viehofen             | Ragelsdorf, Viehofen, Weitern | 7            |
| Wagram               | Oberwagram, Oberzwischenbrunn, Unterwagram, Unterzwischenbrunn                                                                       | 5            |
| Summe St. Pölten     | | 191          |